# Dalteparyna
Dalteparyna (łac. dalteparinum, ang. dalteparin) – heparyna drobnocząsteczkowa o średniej masie cząsteczkowej ok. 5000.

## Postać chemiczna
Dalteparyna sodu, sól sodowa dalteparyny (łac. dalteparinum natricum, ang. dalteparin sodium)

## Preparaty

### Ampułko-strzykawki
- Fragmin – 2 500 j.m. anty-Xa/0,2 ml, roztwór do wstrzykiwań
- Fragmin – 5 000 j.m. anty-Xa/0,2 ml, roztwór do wstrzykiwań
- Fragmin – 7 500 j.m. anty-Xa/0,3 ml, roztwór do wstrzykiwań
- Fragmin – 10 000 j.m. anty-Xa/0,4 ml, roztwór do wstrzykiwań
- Fragmin – 12 500 j.m. anty-Xa/0,5 ml, roztwór do wstrzykiwań
- Fragmin – 15 000 j.m. anty-Xa/0,6 ml, roztwór do wstrzykiwań
- Fragmin – 18 000 j.m. anty-Xa/0,72 ml, roztwór do wstrzykiwań[1]

### Ampułki
- Fragmin – 10 000 j.m. anty-Xa/1 ml, roztwór do wstrzykiwań
- Fragmin – 10 000 j.m. anty-Xa/4 ml, roztwór do wstrzykiwań[2]